# لو ريفاي جويف
لو ريفاي جويف (بالفرنسية: Le Réveil juif) وتعني الصحوة اليهودية هي صحيفة أسبوعية ذات توجه صهيوني تصحيحي كانت تنشر في تونس باللغة الفرنسية.

تأسست الصحيفة في سبتمبر 1924 من قبل فيليكس علوش، وكانت تنشر كل يوم جمعة، وتتكون من أربعة صفحات.

كانت هذه الصحيفة من أهم الصحف الصهيونية في شمال أفريقيا، وكانت توزع في تونس والجزائر والمغرب وفرنسا.

هنري معرك وإيلي لوزون كانا رئيسي تحرير الصحيفة، فيما تولى كل من ميشال لوفريدا وجاك طيب وموريس سيتبون إدارة التحرير.

تم نقل مقر الصحيفة من صفاقس إلى تونس العاصمة في منتصف الثلاثينات.

توقف نشر كل المنشورات اليهودية في تونس في أكتوبر 1940 بسبب نظام فرنسا الفيشية، بالرغم من أن العدد الأخير للصباح كان في مايو من نفس السنة.